# Notodonta ziczac
Notodonta ziczac (tên tiếng Anh: Pebble Prominent) là một loài bướm đêm thuộc họ Notodontidae. Nó được tìm thấy ở châu Âu ranging to Trung Á.

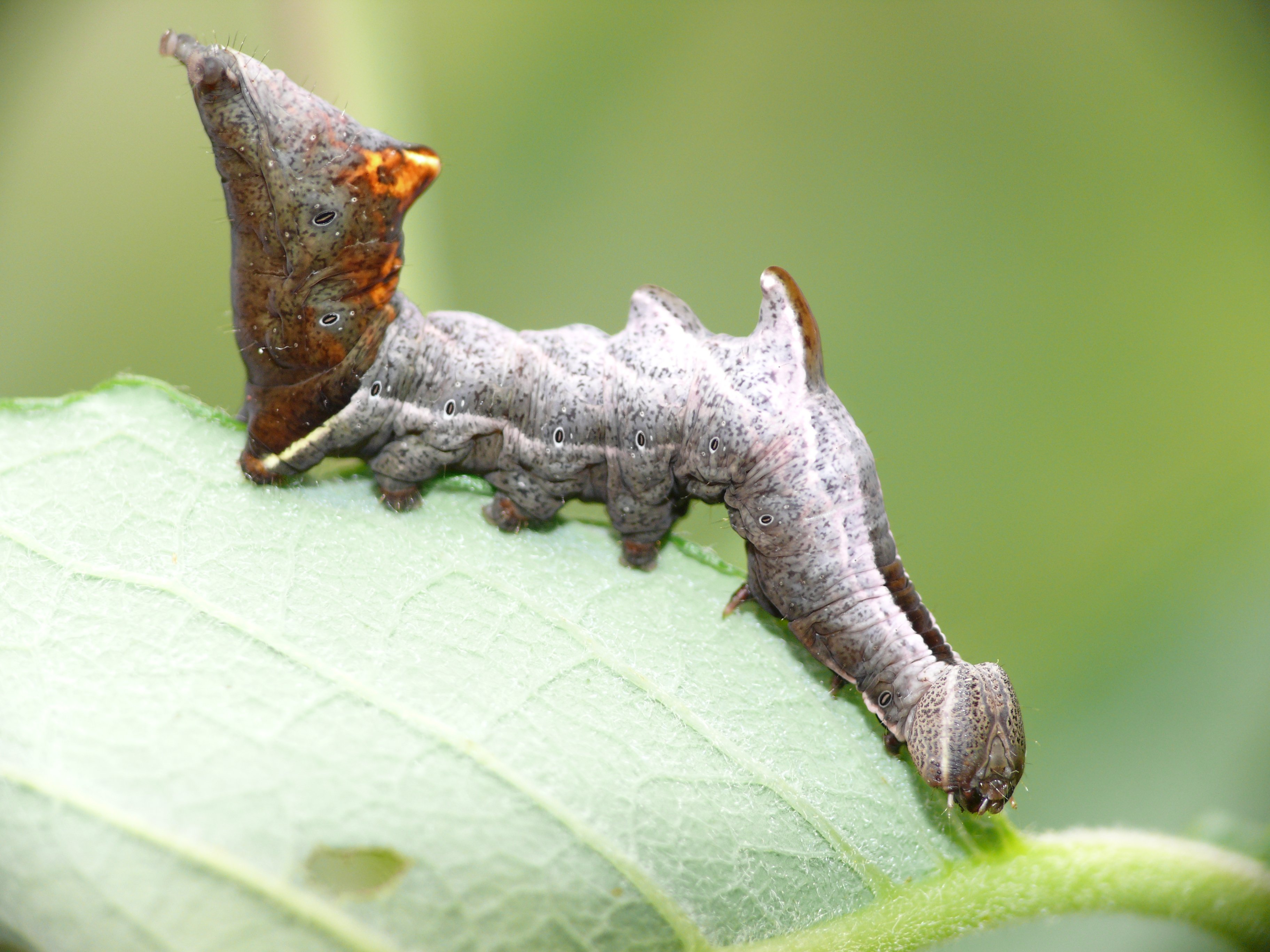
Sâu bướm

Sải cánh dài 40–45 mm. Con trưởng thành bay từ tháng 4 đến tháng 9 tùy theo địa điểm.
Ấu trùng ăn dương, primarily Populus tremula và liễu.

## Hình ảnh

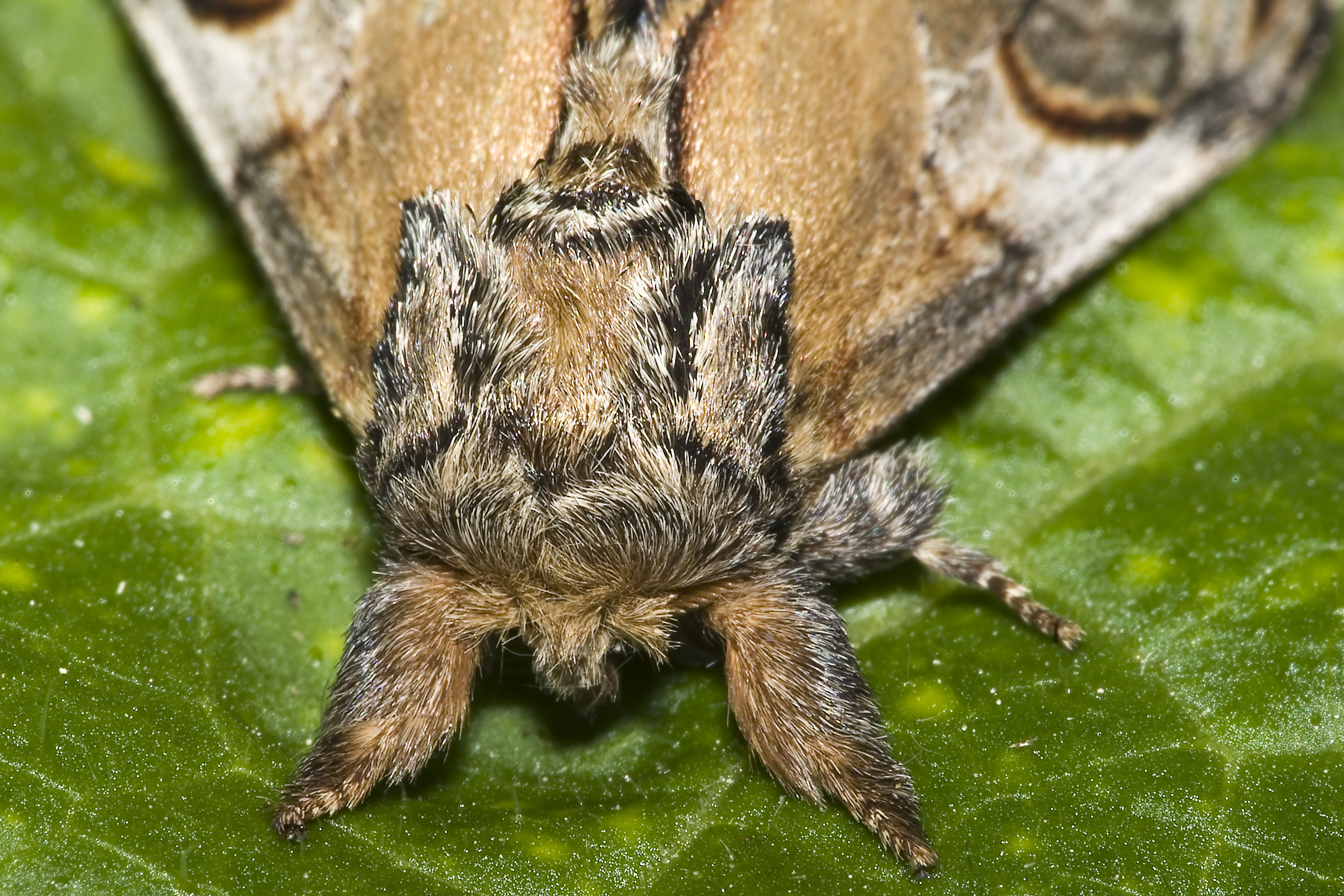